# Årebrotsfjorden
Årebrotsfjorden er en fjord i Flora (Norge)  kommune i Vestland fylke i Norge. Fjorden ligger nord for Florø og  strækker sig 6,5 kilometer fra vest til øst og fortsætter som Botnafjorden videre mod øst til Norddalsfjorden. Fjorden starter i vest mellem Tollaksøya i nord og Ånnøya i syd. I øst ender fjorden mellem Naustholmen, lige nord for Florø, og Skutelen.
Fjorden er oppkalt etter Årebrotneset som ligger på nordsiden af fjorden.